# Sataspes thoracica
Sataspes thoracica är en fjärilsart som beskrevs av Rothschild och Jordan 1903. Sataspes thoracica ingår i släktet Sataspes och familjen svärmare. Inga underarter finns listade.